# Auxarthron compactum
Auxarthron compactum är en svampart som beskrevs av G.F. Orr & Plunkett 1963. Auxarthron compactum ingår i släktet Auxarthron och familjen Onygenaceae.  Arten är reproducerande i Sverige. Inga underarter finns listade i Catalogue of Life.